# Gliese 90
Gliese 90 is een hoofdreeksster van het type K2V, gelegen in het sterrenbeeld Cassiopeia op 60,58 lichtjaar van de Zon. De ster heeft een relatieve snelheid ten opzichte van de zon van 54,3 km/s.